# Glycinde stepaniantsae
Glycinde stepaniantsae är en ringmaskart som beskrevs av Averincev 1972. Glycinde stepaniantsae ingår i släktet Glycinde och familjen Goniadidae. Inga underarter finns listade i Catalogue of Life.